# 埼玉県障害者交流センター
埼玉県障害者交流センター（さいたまけんしょうがいしゃこうりゅうセンター）は、埼玉県さいたま市浦和区にある県の障害者交流拠点施設。

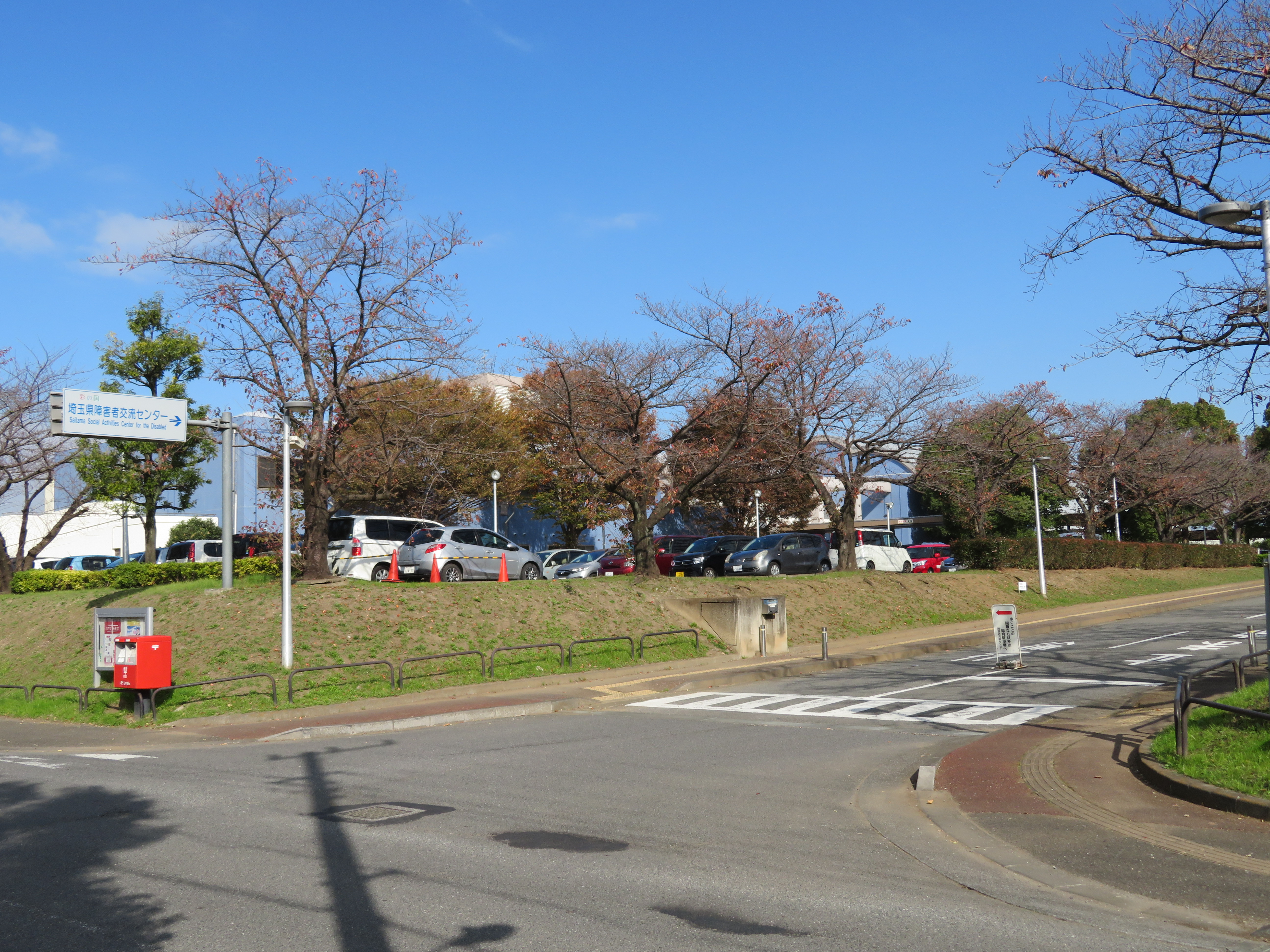
埼玉県障害者交流センター

## 概要
埼玉県が設置し、埼玉県社会福祉事業団が運営している障害者の社会参加を促進するための全県的な拠点施設。各種相談、研修、レクリエーション活動に利用されている。体育館や温水プール、運動場も設置しており、障害者は無料で、健常者も有料で施設を使用することができる。
埼玉県聴覚障害者協会が入居している。ジャパンパラ競技大会が毎年開催されている。

## 沿革
- 1979年（昭和54年）11月 - 国際障害者年（1981年）を記念し、（仮称）障害者福祉会館の設置を計画[1]。
- 1989年（平成元年）12月 - 竣工。
- 1990年（平成2年）4月1日 - オープン。
- 2013年（平成25年）10月 - 利用者450万人達成。

## 施設
屋内施設
- 多目的ホール
- 体育館
- トレーニング室
- 温水プール
- 音楽室
- 図書資料室

屋外施設（配置図）
- テニス場3面
- ソフトボール場
- ゲートボール場
- アーチェリー場
- 運動場（200ｍ6コース）

## アクセス
- 所在地：埼玉県さいたま市浦和区大原3-10-1
  - さいたま新都心駅東口から送迎バスを運行している。

## 周辺施設
- 大原サッカー場
- さいたま市立大原中学校
- 首都高速埼玉新都心線新都心出入口